# Tobakskobban
Tobakskobban är en ö i Finland. Den ligger i Bottenhavet och i kommunen Närpes i den ekonomiska regionen  Sydösterbotten i landskapet Österbotten, i den västra delen av landet. Ön ligger omkring 65 kilometer söder om Vasa och omkring 330 kilometer nordväst om Helsingfors.
Öns area är 1,3 hektar och dess största längd är 170 meter i sydöst-nordvästlig riktning.